# 张洪贺
张洪贺（1954年11月—）安徽阜阳人，中国人民解放军空军中将。

## 生平
2008年，张洪贺任中国人民解放军空军装备部副部长。2010年，任中国人民解放军空军工程大学校长。2012年，任中国人民解放军空军副司令员。2018年2月24日，当选为第十三届全国人大代表。
2009年7月，晋升空军少将军衔。2014年7月，晋升空军中将军衔。